# ورزشگاه هالتون
ورزشگاه هالتون (به دلیل حمایت‌های مالی به عنوان ورزشگاه DCBL شناخته می‌شود) یک ورزشگاه چند منظوره برای راگبی، فوتبال و فوتبال آمریکایی در ویدنز، چشر، انگلستان است.